# Aubas
 Aubas  (en occitano Aubàs) es una población y comuna francesa, situada en la región de Aquitania, departamento de Dordoña, en el distrito de Sarlat-la-Canéda y cantón de Montignac.
Se halla en la región histórica de Perigòrd.

## Demografía
| 363 | 348 | 348 | 395 | 458 | 488 |
| Para los censos de 1962 a 1999 la población legal corresponde a la población sin duplicidades (Fuente: INSEE [Consultar]) |     |     |     |     |     |

## Lugares de interés
- Castillo de Sauvebœuf, monumento histórico de Francia.